# 安巴西贝
安巴西贝（Ambasse bey 或 ambas-i-bay）是喀麦隆的一种民俗音乐和舞蹈风格。该音乐使用常见乐器（尤其是吉他）进行演奏，并使用棍子、瓶子构成打击乐伴奏的部分。该音乐节奏欢快，派生自此前的另一种喀麦隆民乐阿西科。
John Hall 称它的节奏如扫帚扫地一般。舞者跳舞时将肩膀如鸟的双翼般摇动，舞蹈由一连串流畅的舞步以及与乐曲相应忽动忽停的动作组成，乐曲一般是makossa。为了表演这种舞蹈，舞者必须穿着传统的sawa服饰
安巴西贝起源于Yabassi民族，在第二次世界大战之后在杜阿拉流行起来。在二十世纪五十到六十年代，它在喀麦隆的滨海区发展起来。六十年代中期Eboa Lotin用口琴和吉他表演了一种安巴西贝，这便是最早的makossa的形式。makossa很快取代了安巴西贝并成为喀麦隆最流行的本土音乐。安巴西贝则后来被喀麦隆歌手 Sallé John在一定程度上复兴了 。

## 注解
1. ↑  Mbaku 197.
2. ↑  Hudgens and Trillo 1183.
3. ↑  Bitjomè Bi Man Mbai. . 2013-02-11  [2016-04-07]. （原始内容存档于2022-05-08）.
4. ↑  Guide touristique 131.
5. ↑  Mbaku 197–8.
6. ↑  DeLancey and DeLancey 184.